# Collège de Corbeville
 (août 2024).
Si vous disposez d'ouvrages ou d'articles de référence ou si vous connaissez des sites web de qualité traitant du thème abordé ici, merci de compléter l'article en donnant les références utiles à sa vérifiabilité et en les liant à la section « Notes et références ».

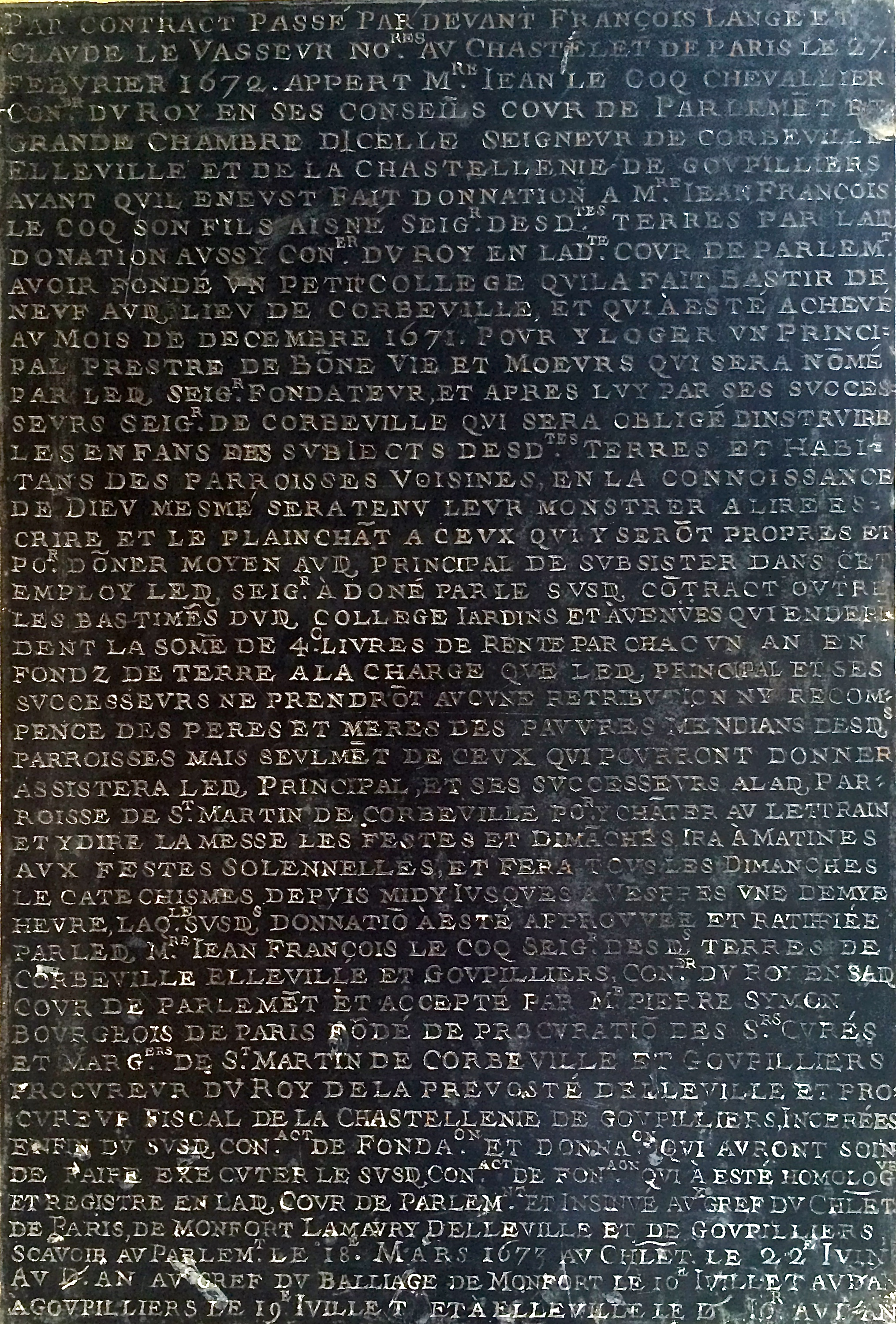
Inscription sur une pierre présente dans le collège depuis sa création.

Le Collège de Corbeville est une propriété privée qui est situé à Saint-Martin-des-Champs (78790) au lieu-dit "Corbeville".

## Histoire

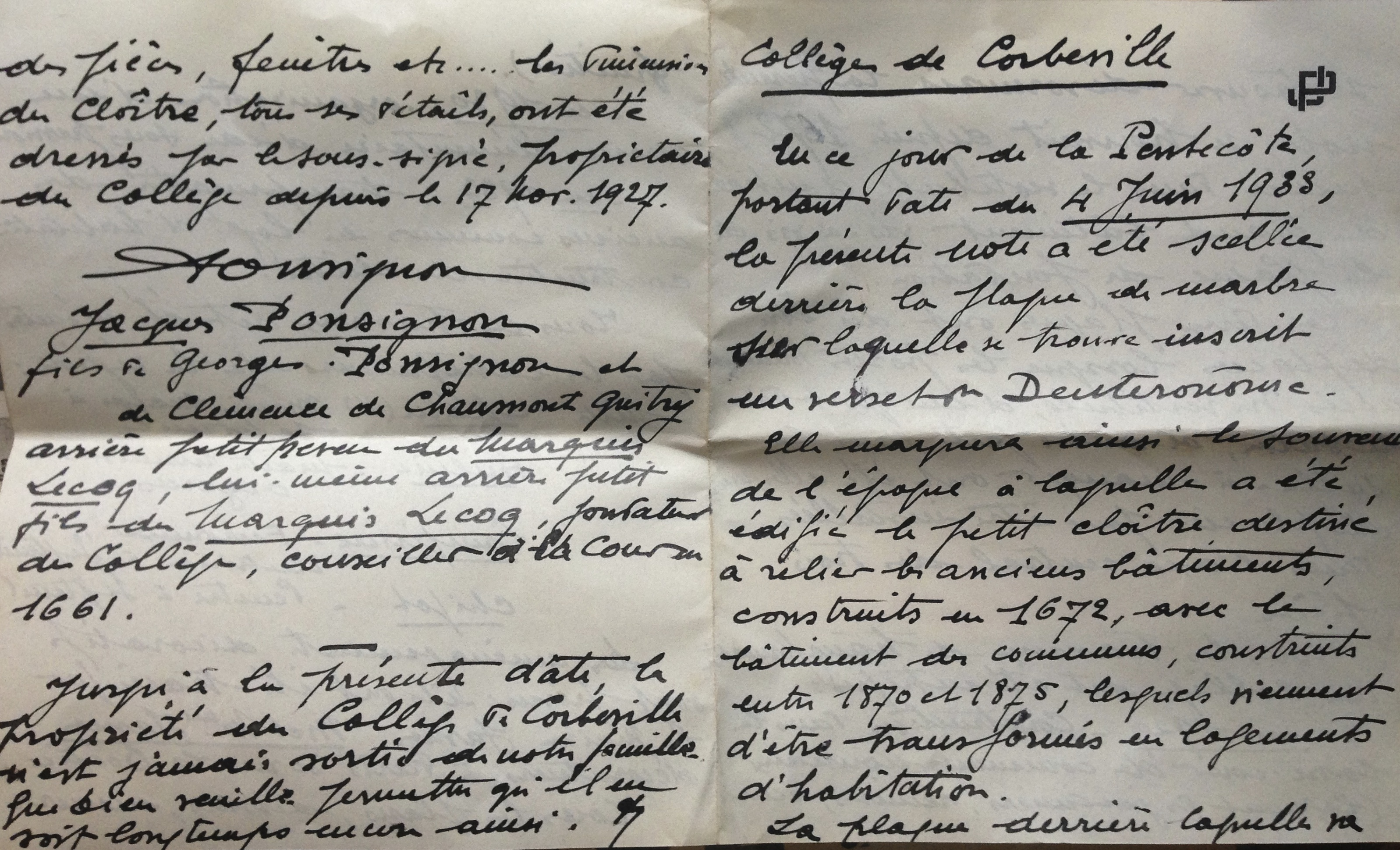
Courrier de Jacques Ponsignon - Juin 1933.

Il a été construit par Jean Le Coq, conseiller au parlement de Paris et conseiller d’État pour recevoir et instruire les enfants de ses terres et des paroisses voisines. La construction s'est achevée en décembre 1671. 
Le collège est resté dans la famille des descendants de Jean Le Coq jusque dans le courant du XXe siècle :
1672 - 1792 Famille LE COQ
1792 - 1797 sous séquestre de la république et location à l’ancien principal du collège Paul LEDOUX
1797 - 1833 Louis Etienne GARNOT
1833 - 1836 Louise Suzanne BRÉANT
1836 - 1962 Famille LE COQ, PONSIGNON, BARRÉ-PONSIGNON
Avant de changer plusieurs fois de propriétaires. 
Elle est acquise en 2012 par un entrepreneur français avec le projet d'en faire une résidence de week-end et un lieu de séminaire.
En 2013 et 2014 le collège fait l'objet de très important travaux de restauration qui dureront plusieurs années. Durant ces derniers une note de Jacques Ponsignon[Qui ?] a été découverte, cachée dans un mur. Elle donne des précisions sur les travaux intervenus à la fin du 19e et au début du XXe siècle.
En 2018, les espaces nobles du corp de bâtiment principal : grande cuisine, salle à manger, petit salon, grand salon et bibliothèque (d'ouest en est) font l'objet de travaux conduits par le décorateur Charles Tassin qui connaissait la propriété depuis sa jeunesse. 